# Station Lichte (Thüringen) Ost
Station Lichte (Thüringen) Ost was een spoorwegstation in de plaats Lichte in de gemeente Neuhaus am Rennweg in de Duitse deelstaat Thüringen. Het station werd in 1899 geopend en in 1997 gesloten.